# 福島県道188号日和田停車場線
福島県道188号日和田停車場線（ふくしまけんどう188ごう ひわだていしゃじょうせん）は、福島県郡山市にある一般県道である。

## 路線概要
- 起点：福島県郡山市日和田町字小堰（JR東北本線日和田駅前）
- 終点：福島県郡山市日和田町字日和田
- 総延長：197 m[1]
  - 実延長：総延長に同じ
- 路線認定年月日：1959年8月31日[2]

## 通過する自治体
- 福島県
  - 郡山市

## 接続・交差する道路
- 福島県道115号三春日和田線（福島県道355号須賀川二本松線重用区間）（日和田町字日和田 終点）

## 沿線
- JR東北本線 日和田駅
- 日和田郵便局